# Aegophagamyia flava
Aegophagamyia flava är en tvåvingeart som först beskrevs av Surcouf 1909.  Aegophagamyia flava ingår i släktet Aegophagamyia och familjen bromsar.
Artens utbredningsområde är Madagaskar. Inga underarter finns listade i Catalogue of Life.